# Воротничковые фазаны
Воротничковые фазаны (лат. Chrysolophus) — род курообразных птиц из трибы Phasianini семейства фазановых. К этому роду принадлежат только два вида, оба обитают в Китае:
- Chrysolophus amherstiae (Leadbeater, 1829) — Алмазный фазан
- Chrysolophus pictus (Linnaeus, 1758) — Золотой фазан

Самки обоих видов похожи своим коричневатым оперением. Самцы, наоборот, окрашены по-разному, имеют, тем не менее, несколько общих признаков. Оба вида — это маленькие фазаны с длинными хвостами. По бокам головы у них «воротник» из удлинённых перьев, который во время токования может оттопыриваться. Ноги очень тонкие, шпоры развиты незначительно. Тесное родство обоих видов выражено также тем, что их очень просто можно скрещивать в неволе. Первое поколение от такого скрещивания способно к обычному размножению. Золотой фазан — это популярная вольерная птица.